# أمازون كوبي
أمازون كوبي هو ببغاء أخضر متوسط الحجم يعيش في االغابات الجافة في كوبا،الباهاماس وجزر كايمان في منطقة البحر الكاريبي.